# كانو

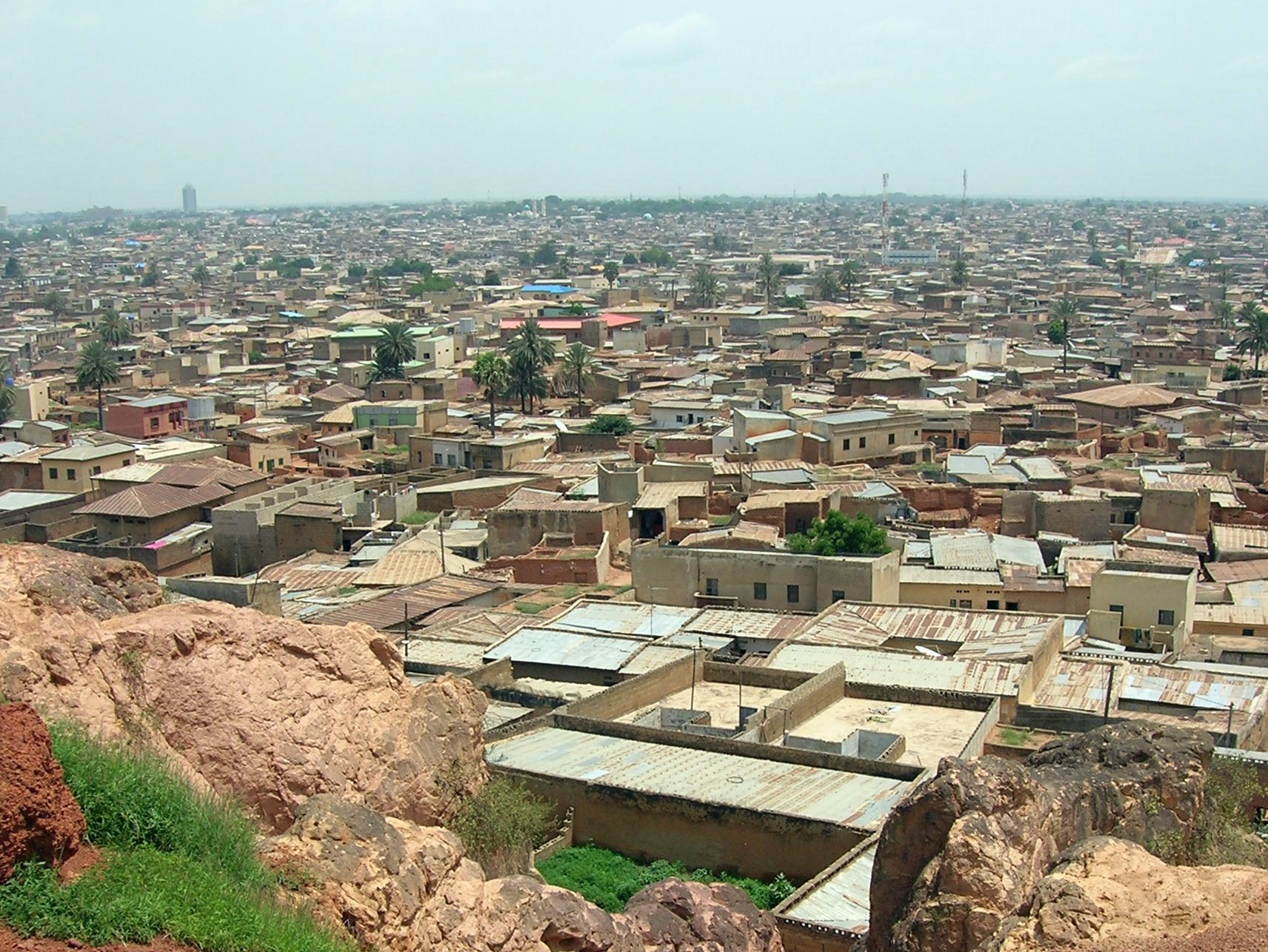

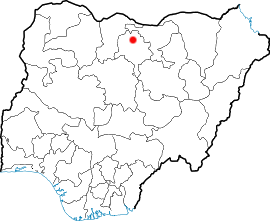
مدينة وولاية كانو في نيجيريا

كانو ثاني مدن نيجيريا سكانا. يبلغ عدد سكانها أربعة ملايين نسمة وتقع ولاية كانو في شمال نيجيريا.
«ويلي هذا البلد يعني بلاد» آهير«الآنفة الذِّكْر من جهة اليمين وغربي بوتو بلاد هوساوهم سبعة أقاليم، لسانهم واحد، وعلى كل إقليم أمير نظير للآخر قبل هذا الجهاد، وأبركها» كنو" "كانو«وهي بلاد ذات أشجار، وأنهار، ورمال، وجبال، وأودية، وغيال».

## تاريخها

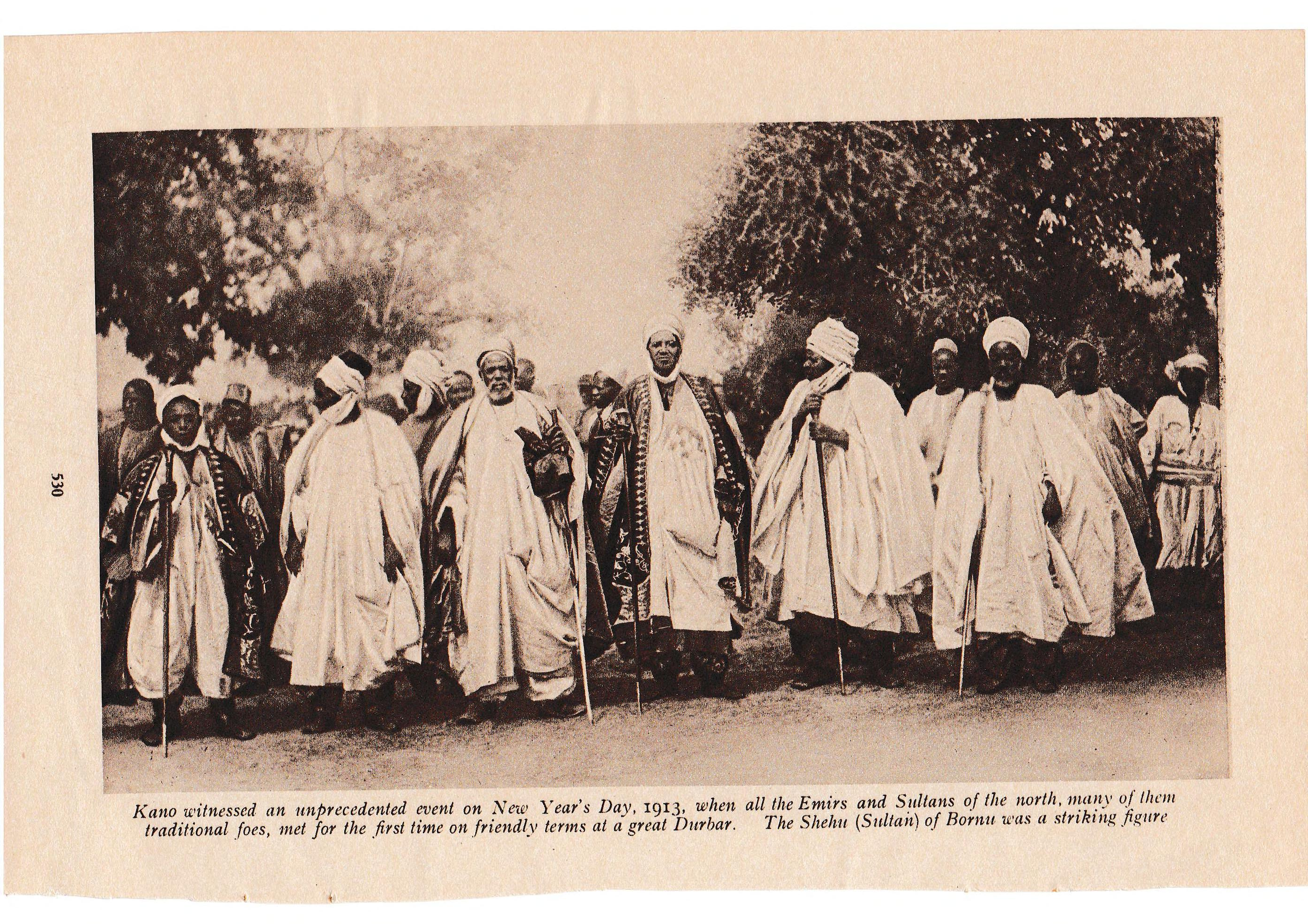
اجتماع ستة أمراء في كانو عام 1913

واشتهرت «كانو» منذ قديم الزمان بأسوارها العظيمة التي تحيط بكل مكان، وببواباتها المتعددة ذات الطراز المغربي المتميز، وكما يذكر بعض المؤرخين أن أول من بنى هذا السور هو الأمير «غجيما سو» (1095-1134م)، ولقد توسعت هذه الأسوار والبوابات بعد ذلك خاصة في القرنين الخامس عشر والسادس عشر الذين شهدا حركة إصلاح إسلامي، وتوسعات اقتصادية، وهجرات متعددة في بلاد مالي.
كما شهدت كانو توسعًا كبيرًا في القرن السادس عشر في عهد السلطان محمد نزاكي (1618-1623م)، وبعد قيام حركة الجهاد الإسلامي في القرن التاسع عشر تحولت «كانو» إلى إحدى الإمارات النيِّف والثلاثين التابعة للخلافة الصوكوتية، وأدت دورًا كبيرًا في تقوية الأوضاع المالية، والعسكرية، والسياسية للدولة.
ولقد اشتهرت «كانو» بالبضائع المختلفة ـ مثل النسيج وصناعة الصبغة، وكانت وما تزال أغنى الولايات الشمالية الهوسية في حكومة نيجيريا الحديثة.
وكما اشتهرت بأراضيها الخصبة، وبأهرامات الفول السوداني، وهي تمثل عصب الاقتصاد النيجيري قبل اكتشاف البترول بكميات تجارية كبيرة.
زار «كانو» العديد من الرحَّآلة والعلماء والباحثين الغربيين خاصة في القرن التاسع عشر، وكان أشهرهم الرحالة الألماني الشهير «هزيك بارث» نيابة عن التاج البريطاني في منتصف القرن التاسع عشر، وكتب عن مجتمعها، واقتصادها، ومعمارها، ووضعها العسكري السياسي، وكان ذلك يمثل بداية الاتصال الأوروبي الاستعماري بالداخل.
غزاها المستعمرون الإنجليز كغيرها من إمارات خلافة الدولة الصوكوتية عام (1903م) وهزم عسكرها، وهاجر عدد غير قليل من مواطنيها نتيجة لهذا الغزو الاستعماري إلى السودان وتحمل الولاية التي توجد فيها هذه المدينة هذا الاسم، والمعروف بولاية «كانو» وعاصمتها أيضًا هي «كانو» المحكي عنها، ويبلغ تعداد سكانها حوالي (10) مليون نسمة.